# Alberto Palacio
Paz Martín Alberto de Palacio y Elissague (Sare, 25 gennaio 1856 – Getxo, 11 maggio 1939) è stato un ingegnere e architetto spagnolo.

## Biografia
Nato a Sare, nei paesi baschi francesi, passò gli anni dell'infanzia a Gordexola.
Studiò architettura a Barcellona e completò la sua formazione a Parigi, dove studiò matematica, ingegneria, astronomia e medicina. Fu inoltre uno studente e allievo di Gustave Eiffel.
Tra il 1890 e il 1893 lavorò con il fratello Silvestre alla realizzazione del ponte trasportatore (Ponte di Vizcaya, detto anche Puente Colgante) sul fiume Nervión, che divideva Portugalete da Getxo, per il quale riuscì ad ottenere riconoscimenti internazionali: fu il primo ponte al mondo del suo genere.
Tutto il suo lavoro è caratterizzato dalla ricerca della funzionalità e dell'innovazione, dove l'acciaio e il vetro giocano un ruolo notevole. Successivamente lavorò a lungo a Madrid, dove:
- partecipò alla costruzione del Palazzo di Velázquez nel Parco del Retiro, assieme all'architetto Ricardo Velázquez Bosco, coordinatore del progetto e del ceramicista Daniel Zuloaga (1881-1883)
- partecipò alla costruzione del Palazzo di Cristallo (ispirato al Crystal Palace di Londra) nello stesso parco, ancora con l'architetto Ricardo Velázquez Bosco, coordinatore del progetto, e con il ceramicista Daniel Zuloaga (1887)
- progettò e costruì la nuova stazione di Atocha, in collaborazione con l'ingegnere Saint-James (1889-1892)
- costruì la fabbrica Osram (1914-1916).

## Galleria d'immagini

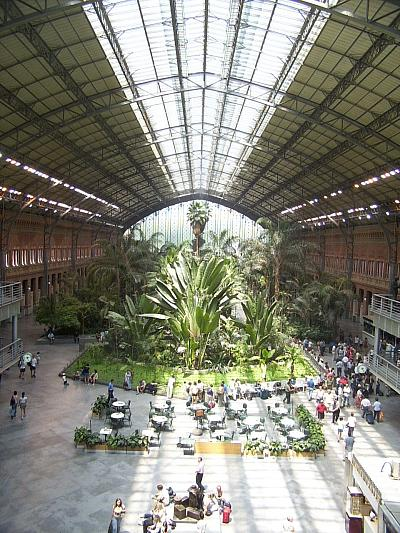
La stazione di Atocha a Madrid
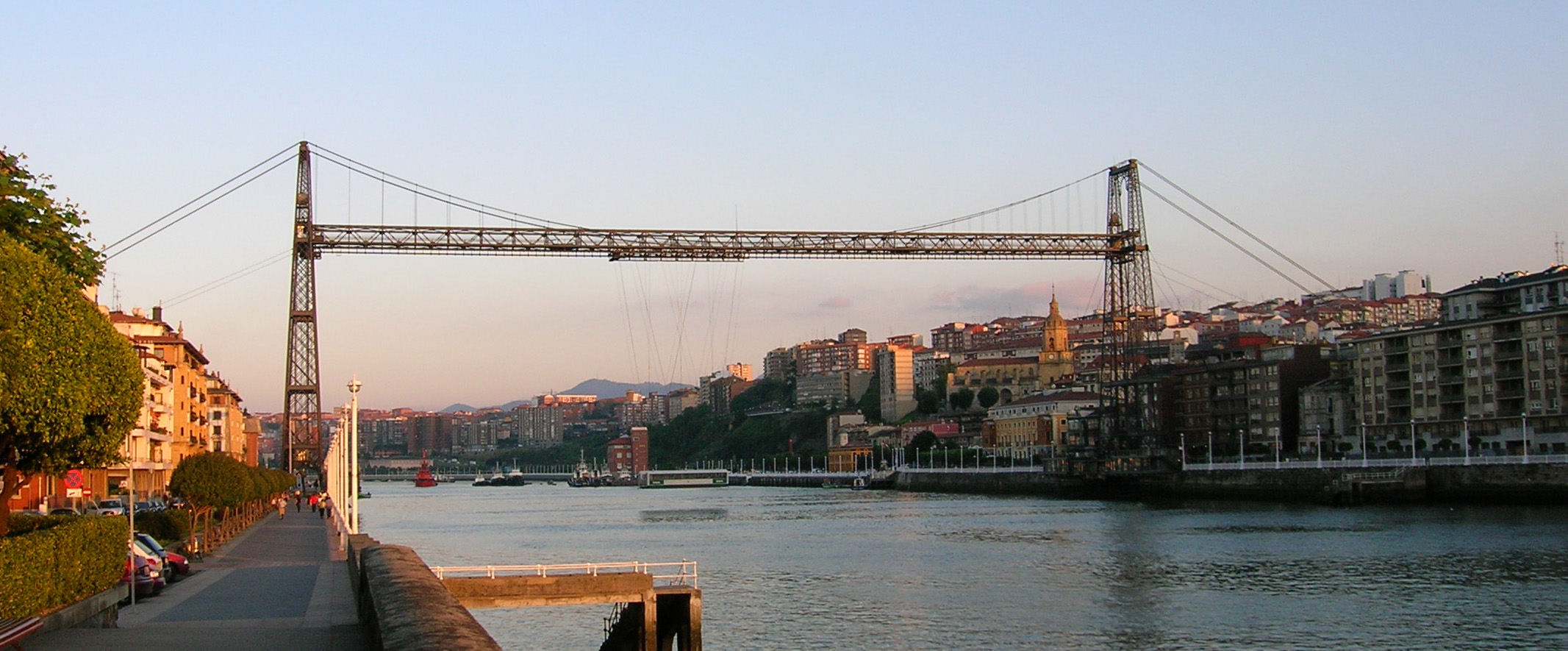
Ponte di Vizcaya, il primo ponte trasportatore